# 양소룡
량사오롱(중국어 정체자: 梁小龍, 병음: Leung Siu Lung, 1948년 4월 8일 ~ ) 은 홍콩의 배우이자 중화인민공화국 태생의 영화배우이다.

## 출연작

### 영화
- 1972년 《철장선풍퇴》
- 1973년 《충의》
- 1974년 《흑연비수》
- 1975년 《향향초인대파촤화당》
- 1977년 《파계》
- 1977년 《브루스리의 클론들》
- 1978년 《신용소호강호》
- 1978년 《특수요원 루카스》
- 1980년 《아창정전》
- 1981년 《비도권운산》
- 1982년 《칭규》
- 1988년 《강시도사》
- 1988년 《강시무사》
- 1998년 《강시병원》
- 1988년 《강호정》
- 1988년 《맹귀불도장》
- 1990년 《액션 진기명기》
- 1992년 《동방오랑》
- 2004년 《쿵푸 허슬》 - 화운사신 역
- 2007년 《군계》
- 2008년 《네이키드 웨폰 : 사소리》
- 2009년 《식신 세번째 이야기》
- 2010년 《쿵푸 허슬 : 무적 파이터》
- 2010년 《월광보합》
- 2010년 《용봉점》
- 2011년 《신통불영》
- 2012년 《무간죄 : 강시불생》
- 2013년 《타이지0 3D》
- 2013년 《권법 : 쿵푸의 신》
- 2015년 《소림사 : 무림8대고수》
- 2015년 《불이신탐》
- 2015년 《사대명포 3 : 종극대결전》
- 2018년 《왕자연맹》
- 2019년 《홍금보의 라이프타임 트레저》
- 2019년 《쿵푸타운》
- 2020년 《쿵푸허슬2》